# توم دونوهيو
توم دونوهيو (بالإنجليزية: Tom Donohue)‏ هو لاعب كرة قاعدة أمريكي، ولد في 15 نوفمبر 1952 في مينيولا في الولايات المتحدة.

## وصلات خارجية
- توم دونوهيو على موقعبيزبول رفرنس.كوم (الدوري الرئيسي) (الإنجليزية)